# Нейрофиброма
Нейрофиброма (от др.-греч. νεῦρον — нерв + лат. fibra — волокно + -oma) — доброкачественная опухоль, развивающаяся из оболочек нервов.
Нейрофибромы одинаково часто встречаются у взрослых и у детей. Они располагаются в основном в коже и подкожной клетчатке, а также могут находиться в мягких тканях, корешках спинного мозга, средостении, желудочно-кишечном тракте, почках, забрюшинной клетчатке, других органах и тканях. Многочисленные нейрофибромы встречаются при нейрофиброматозе.

## Патологическая анатомия
Макроскопически нейрофиброма представляет собой солитарный плотный или плотноэластичный бугристый узел величиной от 0,1 до нескольких сантиметров в диаметре. Ткань узла на разрезе влажная, слоистая, белорозового или бурого цвета, иногда имеет вид желтоватой желеобразной массы; может содержать кистозные полости. Исходящая из концевых отделов нерва нейрофиброма обычно имеет вид мягкого узла, располагающегося на коже спины, конечностей или головы, покрытого резко пигментированным или депигментированным эпидермисом.
Выделяют два вида нейрофибром — инкапсулированную и диффузную.
Общим для структуры нейрофибром является беспорядочное расположение нервных волокон внутри периневрия, где они разделены клетками соединительной ткани. Инкапсулированные нейрофибромы возникают главным образом в крупных нервах. Нерв при этом приобретает на некотором протяжении веретенообразную форму за счёт очагового беспорядочного разрастания нервных волокон, разделённых пучками коллагеновых волокон. В нейрофибромах кожи нервные волокна иногда бывает трудно обнаружить, так как они представлены очень скудно. В инкапсулированной нейрофиброме часто отмечают нарушения лимфообращения, проявляющиеся признаками выраженного отёка. По мере распространения отёка из периневрального пространства на внутреннюю часть нервного ствола усиливается его разволокнение, миелиновые волокна исчезают и заменяются фиброзными тяжами. Дальнейший рост такой нейрофибромы постепенно замедляется и может приостановиться.
Диффузная нейрофиброма возникает главным образом в результате поражения мелких нервов кожи. Довольно часто диффузная нейрофиброма состоит из вытянутых леммоцитов (шванновских клеток). В диффузной нейрофиброме иногда обнаруживают пигментные клетки и рецепторы (типа телец Мейснера и Фатера-Пачини). Нейрофибромы, возникающие в симпатическом стволе, могут включать ганглиозные клетки и по микроскопической картине иногда напоминают неинкапсулированную ганглионеврому.

## Клиническая картина

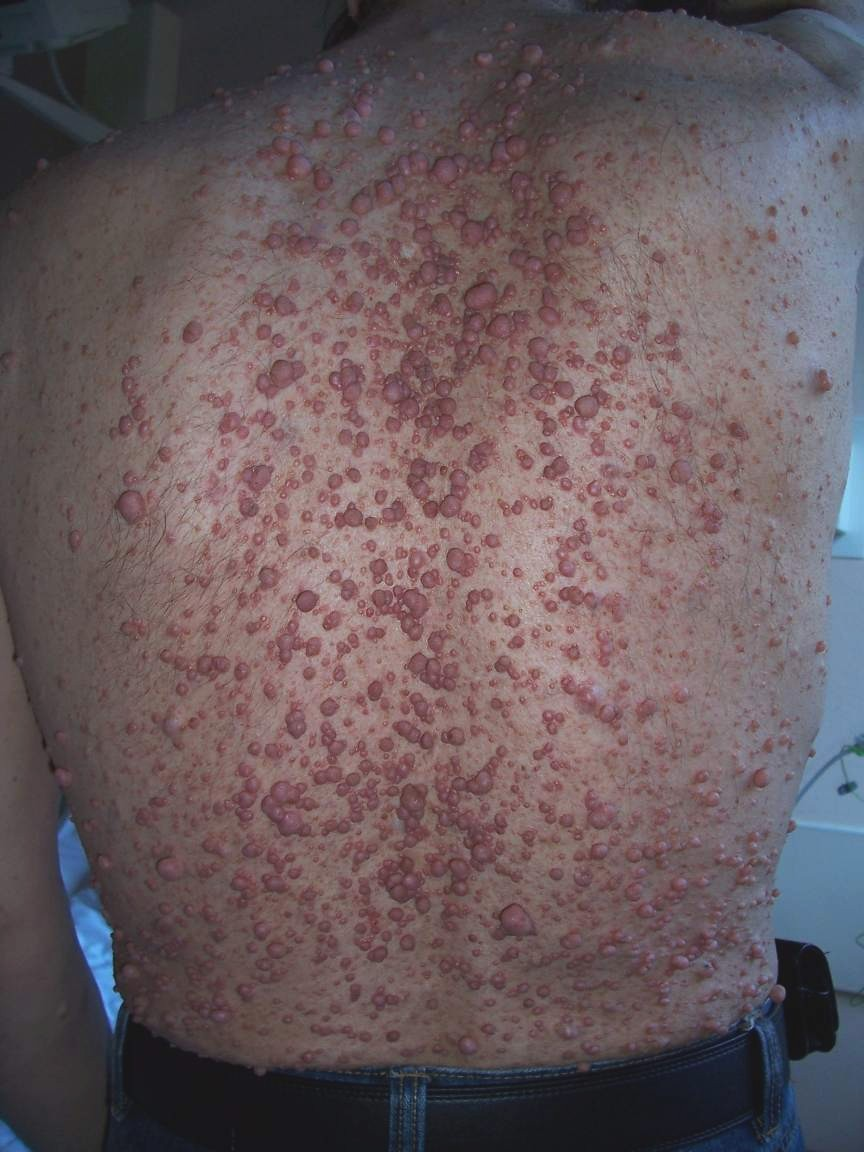
Множественные кожные нейрофибромы на спине больного нейрофиброматозом I типа

Клиническая картина нейрофибром характеризуется появлением болей постоянного характера с иррадиацией по ходу поражённого нерва. При попытках сместить узлы нейрофибром вдоль оси поражённого нерва они, как правило, остаются неподвижными. Нейрофибромы внутренних органов могут вызывать функциональные расстройства, а нейрофибромы корешков спинного мозга — двигательные нарушения.
Малигнизация нейрофибром наступает редко и выражается клинически в ускорении роста опухолевого узла или возникновении рецидивов опухоли после оперативного лечения.